# ¿De qué tamaño es tu amor?
¿De qué tamaño es tu amor?  es una telenovela colombiana producida por Teleset para RCN Televisión en el año 2006. Protagonizada por Valentina Rendón y Juancho Cardona, con las participaciones antagónicas de John Alex Toro, Jimena Durán y Gerardo Calero. Cuenta además con las actuaciones estelares de Carlos Duplat, Haydée Ramírez e Indhira Serrano.

## Sinopsis
El mundo de los grandes supermercados se ve enfrentado a su mayor competencia: las tiendas de barrio. De ahí surge una historia de amor y odio donde Sara y Esteban estarán enfrentados, no solo por pertenecer a un estrato muy distinto, sino porque ella pagará por el crimen que él cometió convirtiéndose en su verdugo, el hombre que permitió que ella pasara cinco años de su vida en la cárcel por un crimen que no cometió, pero en el que se interpusieron la cobardía y ambición de otros .
Hace cinco años, la vida de Sara Lopez (Valentina Rendón) dio un vuelco definitivo: el amor y la desgracia se cruzaron en su camino, encarnados en Esteban Aragón (Juancho Cardona) el hombre que, sin saberlo, está condenado a herirla. Sara tuvo que pagar cinco años de cárcel por un crimen que no cometió y del cual Esteban es culpable. Aunque, gracias a las influencias de su familia, logró huir de la justicia, él nunca pudo librarse de la culpa, y ahora, después de cinco años, regresará al país para enfrentarla.
Una vez Sara vuelve a la libertad, está dispuesta a encontrar a los verdaderos culpables para limpiar su nombre y hacer justicia; eso si, sin sospechar que Esteban, el causante de su desdicha, se cruzará de nuevo en su camino. Ambos se reencontrarán en el mismo lugar que los uniera años atrás, Supermercados Aragón, una de las cadenas comerciales más importantes del país. Allí Sara se enamorará de Esteban, sin saber que fue precisamente él, el responsable del crimen que ella quiere aclarar. Esteban, por su parte, en un principio está dispuesto a confesarle a Sara la verdad, pero la enfermedad terminal de su padre y la responsabilidad de encargarse del futuro de la familia y de la empresa que su padre forjó, se lo impide, por lo tanto decide simplemente mitigar su culpa dándole un trabajo en la empresa a Sara, a pesar de la oposición de la familia por el peligro que ella representa. Y aunque en un comienzo sólo se acercará a Sara por la culpa que siente por haberla perjudicado, poco a poco se irá enamorando al descubrir que ella es todo lo que espera de una mujer.
Rápidamente Sara cae muy enamorada de Esteban. Pero él, consciente de que el gran amor y la pasión que siente por ella son imposibles, intenta alejarse. Sara sufre sin entender el rechazo del hombre al que ama. Esteban decide luchar por un futuro con Sara, confiado en el gran amor que se tienen, decide decirle la verdad. Allí es donde comienzan las dificultades, pues Sara se entera de que el gran amor de su vida fue su verdugo. Ella se siente doblemente engañada y decide destruirlo. Primero por lo que pasó hace cinco años, y ahora por el resentimiento que le causa saber que Esteban se atrevió a enamorarla a sabiendas de todo el daño que le hizo. La justicia que Sara buscaba en un comienzo, ahora se convierte en una implacable venganza. Imposibilitando aún más el amor de Sara y Esteban se encuentran Diego Hincapié (John Alex Toro) el eterno enamorado de Sara, un hombre ambicioso y manipulador capaz de pasar por encima de quien sea por cumplir sus objetivos y Dominique Vidal (Jimena Durán) la prometida de Esteban niña egoísta y caprichosa. Por despecho Sara acepta a Diego quien sabiendo la verdad sobre el crimen por el que Sara pasó 5 años en prisión, calla por su ambición, arrastrando a Sara a la desgracia.  
Pero la vida y los azares del destino pondran a Sara y Esteban a medir ‘De qué tamaño es el amor’ que ambos se tienen y conocerán sus verdaderos sentimientos para perdonar a los culpables o seguir inmersos en la venganza, desamores, odios y ¿De qué Tamaño es tu Amor?

## Elenco
- Valentina Rendón - Sara Lopez
- Juancho Cardona - Esteban Aragón
- John Alex Toro - Diego Hincapie
- Jimena Durán - Dominique Vidal
- Haydée Ramírez - Ana María de Aragón
- Alberto Saavedra - Máximo lopez
- Alexander Palacio - Iván rivera
- Álvaro Bravo - Barrera
- Bernardo García - Rubencho lopez
- Carlos Duplat - Fernando Arango
- Carlos Hurtado - Holman torres
- Constanza Gutiérrez - Tulia hincapie
- Estefanía Godoy - Paula Aragón
- Gilberto Ramírez - Toño
- Indhira Serrano - Andrea rodriguez
- Gerardo Calero - Carlos E. vidal
- Liliam Vélez - Darling
- Julio Cesar Pachon -sargento perez
- Jarol Fonseca - comandante Martínez
- Andres Gonzalez Mantilla - Cabo Barrios
- Nelson Camayo - Agente Robles
- Sergio Navarro - Capitan Policia
- Martha Carvajal - Mónica Carolina
- Miguel  Murillo - Don Andrés
- Pedro Rendón - Nicolás Vidal
- Rodolfo Silva - Sapolín
- Walter Luengas - Jhon Jairo
- Lucas Ojeda - Milton
- Juan Sebastián Tibata Mendez -Julian torres rodriguez
- Gloria Gómez - Carmencita
- Ximena Ruiz Rodriguez - Carolina

## Ficha técnica
- Producción General:   Juan Pablo Posada
- Dirección:   Israel Sánchez
- Vicepresidente Creativo y de Producción:    Juan Pablo Gaviria
- Idea Original:  Liliana Guzmán,  Mauricio Guerra y Héctor Moncada
- Libretos: Liliana Guzmán,  Mauricio Guerra y  Julio Contreras
- Producción Ejecutiva:Juan Felipe Flórez
- Director de Fotografía: Gilberto Alirio Rodríguez
- Director de Arte: Fernando José Móseres
- Edición: Kike Pérez
- Casting: Catherine Andrea Palomino
- Música: Gonzalo Sagarminaga
- Intérprete: Valentina Rendón
- Número de Capítulos: 123 X 60
- Año: 2005